# Жёлтые страницы (фильм)
«Жёлтые страницы» (англ. Yellow Pages) — художественный фильм, комедия, режиссёр Джеймс Кларк Кенелм.

## Сюжет
Эл Бакстер восемь лет безнадёжно ухаживает за Мэгги. Но он влюблён, и когда дело доходит-таки до помолвки, Эла ждёт сюрприз. Невеста исчезает, получив в подарок бриллиантовое колье, ради которого Эл заложил всё, что он имел.

## Создатели фильма

### В ролях
- Крис Леммон — Генри Бриллиант
- Джин Симмонс — Максин де ла Хант
- Лиа Томпсон — Мариголд де ла Хант
- Вивека Линдфорс — Миссис Беллингер
- Миллс Уотсон — Билли О’Шеа
- Джуэл Шепард — Пичес
- Нэнси Картрайт — Стефани
- Джо Майкл Терри — Гэри
- Элизабет Сприггс — Миссис Ван Дер Рейтер

### Съёмочная группа
- Режиссёр — Джеймс Кларк Кенелм
- Сценарист — Джеймс Кларк Кенелм
- Оператор — Джон Кокийон
- Композитор — Алан Хоукшоу